# Geoffrey Robertson

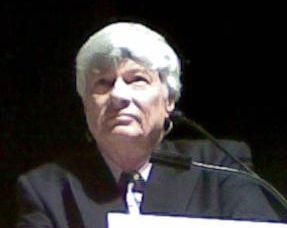
Geoffrey Robertson op het Ideas Festival 2009.

Geoffrey Robertson (Sydney, 30 september 1946) is een mensenrechtenadvocaat, academicus, auteur en presentator met een dubbele Australisch-Britse nationaliteit. Hij is de oprichter en voorzitter van de Doughty Street Chambers en als professor verbonden aan de Queen Mary, University of London.
Robertson heeft in grote rechtszaken verdachten verdedigd en televisieprogramma's gepresenteerd over juridische kwesties. In de 21e eeuw richtte hij zich steeds meer op het bepleiten van zaken en schrijven van boeken over mensenrechten(schendingen).
In 2010 schreef hij in The Case of the Pope een aanklacht tegen Paus Benedictus XVI en het Vaticaan, die volgens internationaal recht vervolgd moeten worden voor het seksueel misbruik binnen de rooms-katholieke Kerk, dat zij in de doofpot probeerden te stoppen en sinds het uitlekken van talloze schandalen volkomen onvoldoende zouden hebben opgelost. Hiervoor moet de internationaalrechtelijke status van Vaticaanstad als staat in vraag worden gesteld, en voor zover bestaand, worden opgeheven, zodat clerici die verdacht worden van het schenden van mensenrechten geen onschendbaarheid genieten op Vaticaans grondgebied.
In Mullahs Without Mercy: How to Stop Iran's First Nuclear Strike (2012) zet Robertson uiteen dat de wereld beland is in een nieuw tijdperk van nucleaire proliferatie, waarbij staten in het Midden-Oosten, Iran voorop, op het punt staan om kernwapens te verkrijgen en deze ook in te zetten tegen buurlanden. Dit kan slechts voorkomen worden als de internationale gemeenschap voordien recht opstelt volgens welke het ontwikkelen van kernwapens beschouwd wordt als een misdaad tegen de menselijkheid en tezamen besluit de bestaande kernkoppen drastisch te reduceren tot 0, zoals oorspronkelijk afgesproken bij het non-proliferatieverdrag in 1968. Robertson vreest echter dat Israël en de Verenigde Staten in de loop van 2013 een illegale militaire aanval zullen uitvoeren op Iraanse nucleaire productiecentra in onder meer Natanz die tienduizenden doden zullen eisen.

## Privéleven
Robertson is in 1990 getrouwd met schrijfster Kathy Lette; ze wonen in Londen en hebben twee kinderen.